# Genista sandrasica
Genista sandrasica là một loài thực vật có hoa trong họ Đậu. Loài này được Hartvig & Strid miêu tả khoa học đầu tiên.